# Football League Third Division
Die Football League Third Division war zuletzt von 1992 bis 2004 die dritthöchste Spielklasse innerhalb der Football League und die vierthöchste Liga im englischen Fußball insgesamt. Vor der Einführung der FA Premier League war die Third Division die dritthöchste Spielklasse im englischen Fußball.

## Übersicht
Vor der Einführung der Premier League im Jahr 1992 war die Third Division die dritte Liga und die schlechtesten Verein stiegen am Ende einer jeden Saison in die Fourth Division ab.
Die Third Division wurde im Jahr 1920 gegründet, indem die damalige Southern League in die neu gegründete Liga integriert wurde. Nach nur einem Jahr teilte sich dieses Konstrukt jedoch in eine separate Third Division South ab. Eine neue Third Division wurde erst im Jahr 1958 installiert, als die besten Vereine der Third Division North und der Third Division South vereinigt wurden. Statt einer zuvor strikten regionalen Aufteilung wurden somit die Vereine der Stärke nach in dieser Liga nun vereinigt.
Am Ende jeder Saison stiegen die drei in der Tabelle höchstplatzierten Vereine mit dem Gewinner der Play-offs, ermittelt zwischen den Vereinen, die die Saison zwischen dem vierten und siebten Platz abgeschlossen hatten, in die Second Division auf. Sie wurden durch die vier in der Second Division am Tabellenende platzierten Vereine ersetzt.
Bis zum Jahr 2002 stieg der Tabellenletzte der Third Division in die Football Conference ab, insofern der Sieger der Football Conference über die entsprechenden wirtschaftlichen Fähigkeiten und ein Stadion verfügte. Zwischen 1994 und 1996 stieg aus der Football Conference aufgrund der Nichterfüllung dieser Kriterien kein Verein in die Third Division auf. Seit der Saison 2002/03 steigen generell die letzten beiden Mannschaften in die Football Conference ab, unabhängig davon, ob eventuelle Aufsteiger die ökonomischen Voraussetzungen erfüllen (Details dazu im Artikel der Football Conference).
Der Verein Plymouth Argyle ist in der Third Division mit 102 gewonnenen Punkten Rekordhalter in dieser Kategorie.

## Gewinner der Football League Third Division

### Gewinner des ursprünglichen Football League Third Division-Formats
| Saison  | Sieger         |
| ------- | -------------- |
| 1920/21 | Crystal Palace |

### Sieger des alten Third Division-Formats (1958–1992)jetzt:EFL League One
| Saison  | Sieger                  |
| ------- | ----------------------- |
| 1958/59 | Plymouth Argyle         |
| 1959/60 | FC Southampton          |
| 1960/61 | FC Bury                 |
| 1961/62 | FC Portsmouth           |
| 1962/63 | Northampton Town        |
| 1963/64 | Coventry City           |
| 1964/65 | Carlisle United         |
| 1965/66 | Hull City               |
| 1966/67 | Queens Park Rangers     |
| 1967/68 | Oxford United           |
| 1968/69 | FC Watford              |
| 1969/70 | Leyton Orient           |
| 1970/71 | Preston North End       |
| 1971/72 | Aston Villa             |
| 1972/73 | Bolton Wanderers        |
| 1973/74 | Oldham Athletic         |
| 1974/75 | Blackburn Rovers        |
| 1975/76 | Hereford United         |
| 1976/77 | Mansfield Town          |
| 1977/78 | AFC Wrexham             |
| 1978/79 | Shrewsbury Town         |
| 1979/80 | Grimsby Town            |
| 1980/81 | Rotherham United        |
| 1981/82 | FC Burnley              |
| 1982/83 | FC Portsmouth           |
| 1983/84 | Oxford United           |
| 1984/85 | Bradford City           |
| 1985/86 | FC Reading              |
| 1986/87 | AFC Bournemouth         |
| 1987/88 | AFC Sunderland          |
| 1988/89 | Wolverhampton Wanderers |
| 1989/90 | Bristol Rovers          |
| 1990/91 | Cambridge United        |
| 1991/92 | FC Brentford            |

### Sieger des neuen Third Division-Formats (1992–2004)jetzt:EFL League Two
| Saison    | Sieger                 |
| --------- | ---------------------- |
| 1992/93   | Cardiff City           |
| 1993/94   | Shrewsbury Town        |
| 1994/95   | Carlisle United        |
| 1995/96   | Preston North End      |
| 1996/97   | Wigan Athletic         |
| 1997/98   | Notts County           |
| 1998/99   | FC Brentford           |
| 1999/2000 | Swansea City           |
| 2000/01   | Brighton & Hove Albion |
| 2001/02   | Plymouth Argyle        |
| 2002/03   | Rushden & Diamonds     |
| 2003/04   | Doncaster Rovers       |